# Fran Walsh
Dame Frances Walsh (Wellington, 10 gennaio 1959) è una sceneggiatrice, produttrice cinematografica e paroliera neozelandese, moglie del regista e produttore Peter Jackson, con il quale collabora sin dal 1989. Nella sua carriera ha collezionato 7 candidature all'Oscar, di cui 3 vittorie per il film Il Signore degli Anelli - Il ritorno del re.

## Biografia
Frances Walsh, meglio conosciuta come Fran, nasce a Wellington nel 1959 da famiglia di origine irlandese. Frequenta la scuola femminile della capitale, la Wellington Girls' College, dove studia come fashion designer. Mostra interessa per la musica ma è un'eventualità che però non prende in considerazione.
Negli anni dell'adolescenza, seguendo la moda punk entra a far parte di una band punk rock, "The Wallsockets".
Nel 1981 si laurea alla Victoria University of Wellington in letteratura inglese. Negli anni subito successivi inizia a scrivere varie sceneggiature, tra cui alcuni episodi delle serie televisive Shark in the Park e Worzel Gummidge Down Under.
Nel 1987 conosce l'allora debuttante Peter Jackson, un regista e produttore alla ricerca di fama, con il quale inizia un'intensa relazione che li porta a sposarsi lo stesso anno, sin dal quale la Walsh ha collaborato con il marito alla stesura di ogni sua sceneggiatura, rivestendo anche i panni di produttore esecutivo.
Negli anni 2000 si dedica interamente alle sceneggiature della trilogia del Signore degli Anelli, e per l'ultimo film, Il ritorno del Re, scrive due brani, Into the West e A Shadow Lies Between Us. Proprio per la prima canzone si aggiudica un Premio Oscar insieme a Howard Shore.
Un progetto personale della coppia Jackson-Walsh è Amabili resti, trasposizione cinematografica dell'omonimo romanzo di Alice Sebold. 
I due ne hanno comprato i diritti cinematografici e si sono dedicati allo scripting e allo stanziamento dei fondi.

## Filmografia

### Sceneggiatrice
- Meet the Feebles, regia di Peter Jackson (1989)
- Splatters - Gli schizzacervelli (Braindead), regia di Peter Jackson (1992)
- Jack Brown Genius, regia di Tony Hiles (1994)
- Creature del cielo (Heavenly Creatures), regia di Peter Jackson (1994)
- Sospesi nel tempo (The Frighteners), regia di Peter Jackson (1996)
- Il Signore degli Anelli - La Compagnia dell'Anello (Lord of the Rings: The Fellowship of the Ring), regia di Peter Jackson (2001)
- Il Signore degli Anelli - Le due torri (Lord of the Rings: The Two Towers), regia di Peter Jackson (2002)
- Il Signore degli Anelli - Il ritorno del re (Lord of the Rings: The Return of the King), regia di Peter Jackson (2003)
- King Kong, regia di Peter Jackson (2005)
- Amabili resti (The Lovely Bones), regia di Peter Jackson (2009)
- Lo Hobbit - Un viaggio inaspettato (The Hobbit: An Unexpected Journey), regia di Peter Jackson (2012)
- Lo Hobbit - La desolazione di Smaug (The Hobbit: The Desolation of Smaug) (2013)
- Lo Hobbit - La battaglia delle cinque armate (The Hobbit: The Battle of the Five Armies) (2014)
- Macchine mortali (Mortal Engines), regia di Christian Rivers (2018)

### Produttrice
- Sospesi nel tempo (The Frighteners), regia di Peter Jackson (1996)
- Il Signore degli Anelli - La Compagnia dell'Anello (Lord of the Rings: The Fellowship of the Ring), regia di Peter Jackson (2001)
- Il Signore degli Anelli - Le due torri (Lord of the Rings: The Two Towers), regia di Peter Jackson (2002)
- Il Signore degli Anelli - Il ritorno del re (Lord of the Rings: The Return of the King), regia di Peter Jackson (2003)
- King Kong, regia di Peter Jackson (2005)
- Crossing the Line, regia di Peter Jackson (2008) - cortometraggio
- Amabili resti (The Lovely Bones), regia di Peter Jackson (2009)
- Lo Hobbit - Un viaggio inaspettato (The Hobbit: An Unexpected Journey), regia di Peter Jackson (2012)
- Macchine mortali (Mortal Engines), regia di Christian Rivers (2018)
- Il Signore degli Anelli - La guerra dei Rohirrim (The Lord of the Rings: The War of the Rohirrim), regia di Kenji Kamiyama (2024)

## Riconoscimenti
- Premio Oscar
  - 1995 - Candidatura per la miglior sceneggiatura originale per Creature del cielo
  - 2002 - Candidatura per il miglior film per Il Signore degli Anelli - La Compagnia dell'Anello
  - 2002 - Candidatura per la miglior sceneggiatura non originale per Il Signore degli Anelli - La Compagnia dell'Anello
  - 2003 - Candidatura per il miglior film per Il Signore degli Anelli - Le due torri
  - 2004 - Miglior film per Il Signore degli Anelli - Il ritorno del re
  - 2004 - Miglior sceneggiatura non originale per Il Signore degli Anelli - Il ritorno del re
  - 2004 - Migliore canzone per Il Signore degli Anelli - Il ritorno del re

- Saturn Award
  - 2015[1] - Candidatura per la migliore sceneggiatura per Lo Hobbit - La battaglia delle cinque armate